# 禁断の黙示録 クリスタル・トライアングル
『禁断の黙示録 クリスタル・トライアングル』（きんだんのもくしろく クリスタル・トライアングル）は、1987年にソニービデオソフトウェアインターナショナルより発売されたOVA。

## あらすじ
考古学者・神代耕一郎は、大学所属の助教授でありながら考古学界でも一目置かれ、世界中を飛び回って古代のロマンを追い求める男。
ある時中東の遺跡を調査した際、激しい妨害に逢いながらもキューブ状の奇妙な石を見つける。
日本に帰った神代は、奇妙な石を調べている最中、彼の恩師の娘である古都雅の訪問を受ける。
最初はあまり気のりしなかった神代だが、雅の話を聴いて調査の価値が充分にあると判断した彼は首を突っ込むことに決める。
しかしそれが、神の予言書である「裏十戒」に大きく関わっていくことになろうとは、この時の彼は知る由もなかった。
複数の勢力との衝突を繰り返しながら日本中を巡って行くうちに、事態は意外な、そして重大な真実に向かっていくことになる…。

## 登場人物
神代耕一郎（かみしろ こういちろう）
声 - 津嘉山正種
古代のロマンを追い求め、世界中を駆け巡るタフな考古学者。「神代文字（じんだいもじ）」を完全に解読することができる（世界でも、完全に解読できるのは神代だけらしい）。と同時に破天荒で型破りな面も併せ持っているため、あらゆる意味で考古学会で注目の的となっている。細身だがその肉体は鍛えられており、荒事に対する肝っ玉も並大抵ではなく、銃器の扱いも慣れたもの。
性格的には格好つけであり、三枚目のようなコミカルな面もある。色事も得意なようで、ジュノーと男女の関係になった事後のシーンでは、彼女を満足させていることがうかがえる。
実はウバニシャッドの秘法を受け継いだ男でもあり、独鈷を持って気を集中することで、人外の化け物に関しても尋常でない戦闘力を発揮することができる。
ミーナにオムレツをリクエストしていたり、雅の京風卵焼きを褒めているシーンがあることから、好物は卵料理らしい。
ジュノー・キャシディ
声 - 藤田淑子
神代が中東で一時的にパートナーとして協力した、妖艶な美女。考古学者と名乗っている割には、銃を複数持ち歩いていたりと謎多き面を持つ。荒事に対する度胸、銃の射撃の腕前も並大抵ではない。
実はCIAのエージェントであり、裏十戒に纏わる秘密をアメリカのものにしようと暗躍する。彼女が腕を上げて制止しただけで、アメリカ軍が神代に対して武力行使を止めるシーンがあり、組織内の地位もかなり高いことがうかがえる。
神代に対しては男女の関係になったこともあり、立場は大きく違えども憎からず想ってはいたようである。「昔のこと（中東の砂漠でのこと）は忘れた」と言いながら幾度となく立場をたがえて銃を突きつけ、威嚇射撃をする場面こそあるものの、最終的には神代を傷つけることは一度もしなかった。
ウルガ（グリゴリー・エフィモヴィチ）
声 - 屋良有作
神代もその名前を知る、著名な考古学者。筋骨たくましい肉体をしているのが特徴。
実はラスプーチンの子孫にしてKGBのエージェントであり、裏十戒に纏わる秘密をソビエトのものにしようと暗躍する。ただ、彼を快く思っていない勢力が味方内にもいるようで、彼が命令していないにも関わらずソビエト軍が攻撃を開始してしまうシーンがあり、先述のジュノーと違って組織内での地位がそれほど高くないことをうかがわせている。
考古学者としても神代に少し実力が劣るようであり、「神代文字」を完全に解読することができない。「俺はKGBの犬だ」と言いながら古代の遺跡を破壊してしまうなど悪辣な面もあるが、根っこのところでは彼も考古学者の端くれであり、古代のロマンに関しては内心、神代と同じように感嘆することも多い。
紆余曲折あって、最後は神代を庇いながら軍のヘリを攻撃し、壮絶な最後を遂げる。人類の愚かな行為に絶望しながら、それでも神代に後事を託して死んでいった。
古都雅（こと みやび）
声 - 山本百合子
神代を訪ねてきた、謎多き美少女。神代の恩師「古都教授」の娘であり、小さい頃に逢ったことがあるため、元々面識があった。古風なところがあり、モンペなど昔の服装をよく着用している。考古学を叩きこまれているためその知識は並大抵のものではなく、料理も得意。
神代に古代の謎の調査を依頼しながら、どこか怯え、寂しそうに「私を一人にしないでください」と訴える。彼女に心惹かれた神代は、助手として研究室に置くと同時に、出来る限り要望に応えていくのだが…。
実は古都教授の実の娘ではない。正体は若返りを繰り返してきた卑弥呼の転生体である。本来、卑弥呼はその命と引き換えにナレッジエアプレーンである「アメノオキフネ」から予言（≒極めて精度の高い予知）を聴くことができ、人類にとっては希望となりえる「巫女」である。しかしヒ一族に敗れ監禁された際に「ヒの一族の巫女」として洗脳されてしまい、「アメノオキフネの予言を聴こうとするものを抹殺する」あるいは「万が一アメノオキフネが見つかった場合、これを破壊する」という邪悪な潜在意識を植え付けられてしまった。これは、1999年に最接近するというネメシスへの対処法を「アメノオキフネ」に質問させないようにするためのヒ一族の陰謀である。
彼女の存在がキーとなり、物語後半は怒涛の展開を見せる。しかし、その結末は神代の心に大きく影を落としてしまった。
村上イサオ（むらかみ いさお）
声 - 矢尾一樹
神代の研究室に属する学生。心から神代を慕い、共に考古学のロマンを追い求める。
あくまで一学生であるため、考古学の知識に関してはそれほどでもなく、他に特殊な技能を持っているわけでもない。
後述のミーナを「先輩」と呼ぶシーンがあることから、彼の方が年下（あるいは研究室に入ったのがミーナよりも後）であることがうかがえる。
香月ミーナ（かつき みーな）
声 - 荘真由美
神代の研究室に属する学生。イサオと仲が良いが、それは恋人としてではなく、あくまで研究室仲間ということらしい。実は神代のことが好きなのだが、素直になれずに言いだせないでいる。
あくまで一学生であるため、考古学の知識に関してはそれほどでもなく、他に特殊な技能を持っているわけでもない。ただ料理は割合得意な方であるようで、普段神代の食事の面倒を見ているのは彼女らしい。
空海（くうかい）
声 - 永井一郎
ネメシスを崇めるヒ一族の族長。一族の中でも凄まじい人外の力を持ち、銃器では傷をつけることすら叶わない。
神代の前に現れ、強敵として死闘を繰り広げる。最後は精力を振り絞った一撃の前に事切れて消滅した。
箱根の老人
声 - 加藤精三
日本を裏から動かすフィクサー。老齢のため普段は立ち上がらず、椅子に座っている。
実は秘密に近づきすぎた神代に攻撃命令を下し葬ろうとした過去がある。神代はしぶとく生存、チベットの修行僧に助けられていた。
老僧
声 - 藤本譲
ネメシスを崇めるヒ一族の一人。正体は妖怪。ウパニシャッドを体得していた神代に敗れる。
岩上銀次（いわかみ ぎんじ）
声 - 岩本紀昭
「九州岩上組」二代目組長にして、日本を裏から操る「箱根の老人」が差し向けた刺客。三方に乗せた鉄兜を真っ二つに斬れるほどの剣術の達人であり、「妖刀村正」を所持していたため、異形の化け物に対してもある程度抗し得る力を持っていた。
ヒ一族の取り巻きを何体も仕留めたが、妖刀村正をへし折られてしまう。それ以降は銃器にて、化け物以外の相手をするようになった。
「箱根の老人」には多大な恩義があるようでその命令を厳守していたが、神代と接するうちに疑念を抱き、最終的には縁を切り（この際に小指を落している）、意に逆らってでも神代の護衛をすることを決心する。
吉岡（よしおか）
声 - 徳丸完
箱根の老人の部下。実働部隊として動く。
大人
声 - 銀河万丈
箱根の老人の部下。中国人。様々な情報を集めているようで、豊富な知識と併せて箱根の老人にアドバイスをする。
幻峰（げんぽう）
声 - 二又一成
ヒ一族の一人。神代達を殺そうとするも、銀次によって仲間と共に殺される。
沼田
声 - 大滝進矢

老師
声 - 幹本雄之

港
声 - 小林通孝

ナレーター
声 - 池田勝
特別ゲスト
声 - 清田益章

## スタッフ
- 原作・監督：奥田誠治
- 脚本：武上純希
- キャラクターデザイン：芦田豊雄、只野和子&まんどりるくらぶ
- 演出：江幡宏之、田崎布夫
- 作画監督：只野和子
- 美術監督：松宮正純
- 撮影監督：大地丙太郎
- 音楽：戸塚修、池毅
- 音響監督：松浦典良
- アニメーション制作：アニメイトフィルム
- 製作・発売：ソニービデオソフトウェアインターナショナル

## 関連商品
VHS
- 禁断の黙示録 クリスタル・トライアングル （発売・ソニービデオソフトウェアインターナショナル、1987年7月22日発売） 00ZS-4008

Beta
- 禁断の黙示録 クリスタル・トライアングル （発売・ソニービデオソフトウェアインターナショナル、1987年7月22日発売） 00QS-4008

8㎜ビデオ
- 禁断の黙示録 クリスタル・トライアングル （発売・ソニービデオソフトウェアインターナショナル、1987年7月22日発売） 00HS-4008

LD
- 禁断の黙示録 クリスタル・トライアングル （発売・ソニービデオソフトウェアインターナショナル、1987年8月26日発売） 00LS-4008

DVD
- クリスタル・トライアングル （ソニー・ミュージックディストリビューション、2002年8月21日発売） SVWB-7103

音楽CD
- 「禁断の黙示録 クリスタル・トライアングル」オリジナル・サウンドトラック （EPIC・ソニー、1987年8月1日発売） 328H-131

ゲームブック
- 禁断の黙示録 クリスタル・トライアングル（著：草野直樹、黒トレス、編集：スタジオ・ハード、ケイブンシャ、1987年7月発売） ISBN 4-7669-0600-4

また本作の続編としてファミリーコンピュータ用ソフト「禁断の黙示録/聖書（バイブル）1999」が発売される予定だったが発売中止となった。